# 뉴로맨서
뉴로맨서(Neuromancer)는 미국계 캐나다인 작가 윌리엄 깁슨의 1984년 SF 소설이다. 사이버펑크 장르의 가장 초기이자 가장 잘 알려진 작품 중 하나로 꼽히는 이 작품은 네뷸라상, 필립 K. 딕상, 휴고상을 수상한 유일한 소설이다. 깁슨의 데뷔 소설이자 스프롤(Sprawl) 3부작의 시작이었다. 미래를 배경으로 한 이 소설은 마지막 직업을 위해 고용된 해고된 해커인 헨리 케이스(Henry Case)를 따라가며 강력한 인공지능과 접촉하게 된다.

## 배경
뉴로맨서 이전에 깁슨은 미국 공상 과학 정기 간행물에 여러 편의 단편 소설을 썼다. 대부분은 가까운 미래에 가상 공간과 마주하게 될 저소득층 주인공에 관한 느와르 반문화 이야기였다. 이 초기 단편소설에서 그가 전개한 주제, "버닝 크롬"(Burning Chrome, 1982)의 스프롤(Sprawl) 설정, "조니 니모닉"(Johnny Mnemonic, 1981)의 몰리 밀리언스(Molly Millions) 캐릭터는 소설의 기초를 놓았다. 존 카펜터의 뉴욕 탈출(1981)은 소설에 영향을 미쳤다. 깁슨은 "워든이 스네이크에게 '당신은 레닌그라드 위로 걸파이어를 날렸다'라고 말하는 오프닝 장면 중 하나의 대화에 흥미를 느꼈다. (시크 (인용)) 그것은 단지 일회용 대사로 밝혀졌지만 잠시 동안 최고의 SF처럼 작동했다. 여기서 우연한 언급은 많은 것을 암시할 수 있다." 소설의 거리와 컴퓨터 속어 대화는 하위 문화의 어휘, 특히 "1969 토론토 마약 딜러의 속어 또는 바이커 대화"에서 파생되었다. 깁슨은 뉴로맨서를 집필하기 약 20년 전에 술집에서 "플랫라이닝(Flatlining)"이라는 용어를 들었고 그 말이 마음에 쏙 들었다. "특정 종류의 편집증적 소설의 대가"인 작가 로버트 스톤(Robert Stone)은 소설에 주된 영향을 미쳤다. "스크리밍 피스트"(Screaming Fist)라는 용어는 토론토에 기반을 둔 펑크 록 밴드 더 바일톤스(The Viletones)의 같은 이름의 노래에서 따왔다.
뉴로맨서는 데뷔 소설만을 다루려는 에이스 사이언스 픽션 스페셜스(Ace Science Fiction Specials)의 두 번째 시리즈를 위해 테리 카(Terry Carr)의 의뢰를 받았다. 작업을 완료하는 데 1년이 주어졌을 때 깁슨은 전체 소설을 써야 하는 의무로 "맹인 동물 공포"에서 실제 집필에 착수했다. 그는 자신이 "4~5년 남았다"고 느꼈던 위업이었다. 깁슨이 소설의 3분의 1을 썼을 때 개봉된 획기적인 영화 블레이드 러너(1982)의 처음 20분을 본 후 그는 "[뉴로맨서]가 침몰하고 끝났다고 생각했다. 모두가 제가 제 비주얼을 복사했다고 생각할 것이다. 놀라울 정도로 아름다운 영화의 질감이다." 그는 책의 처음 2/3를 12번이나 다시 썼고, 독자의 관심을 잃을 것을 두려워했으며 출판 후 "영원히 수치심을 당할" 것이라고 확신했다. 그러나 그 결과는 초보 소설가에게 큰 상상력의 도약으로 여겨졌다. 그는 속편을 쓰지 않으려고 의도적으로 마지막 순간에 소설의 마지막 문장을 추가했지만, 에서 암시된 스프롤을 배경으로 한 캐릭터 중심 작품인 카운트 제로(Count Zero, 1986)에서 정확하게 그렇게 했다.